# 全国苏维埃中央准备委员会
全国苏维埃中央准备委员会（简称“苏准会”）是1930年9月12日至1931年1月中共中央在上海愚园路259弄15号（原庆云里31号）设立的秘密机关，负责中华苏维埃共和国各项法令和“一苏大”的文件的起草及“一苏大”的准备工作。中华全国总工会执行委员兼秘书长林育南（化名李敬塘）兼任“苏准会”秘书长。苏准会秘书处工作人员有张文秋、彭砚耕、冯铿、李星月（李平心）、胡毓秀等。

## 历史
1931年1月17日，林育南等在上海东方旅社开会研究反对王明为首的六届四中全会选出的中央，因被人检举，被军警及巡捕抓获。“苏准会”的李林贞、胡毓秀、张文秋、李星月等从地下机关紧急转移避险。1931年2月7日，林育南、何孟雄等24人在上海龙华伏法。
1931年11月19日，中华工农兵苏维埃第一次全国代表大会（简称“一苏大”）在中央苏区瑞金叶坪谢氏祠堂召开。